# Umsiedlung von Aserbaidschanern aus Armenien

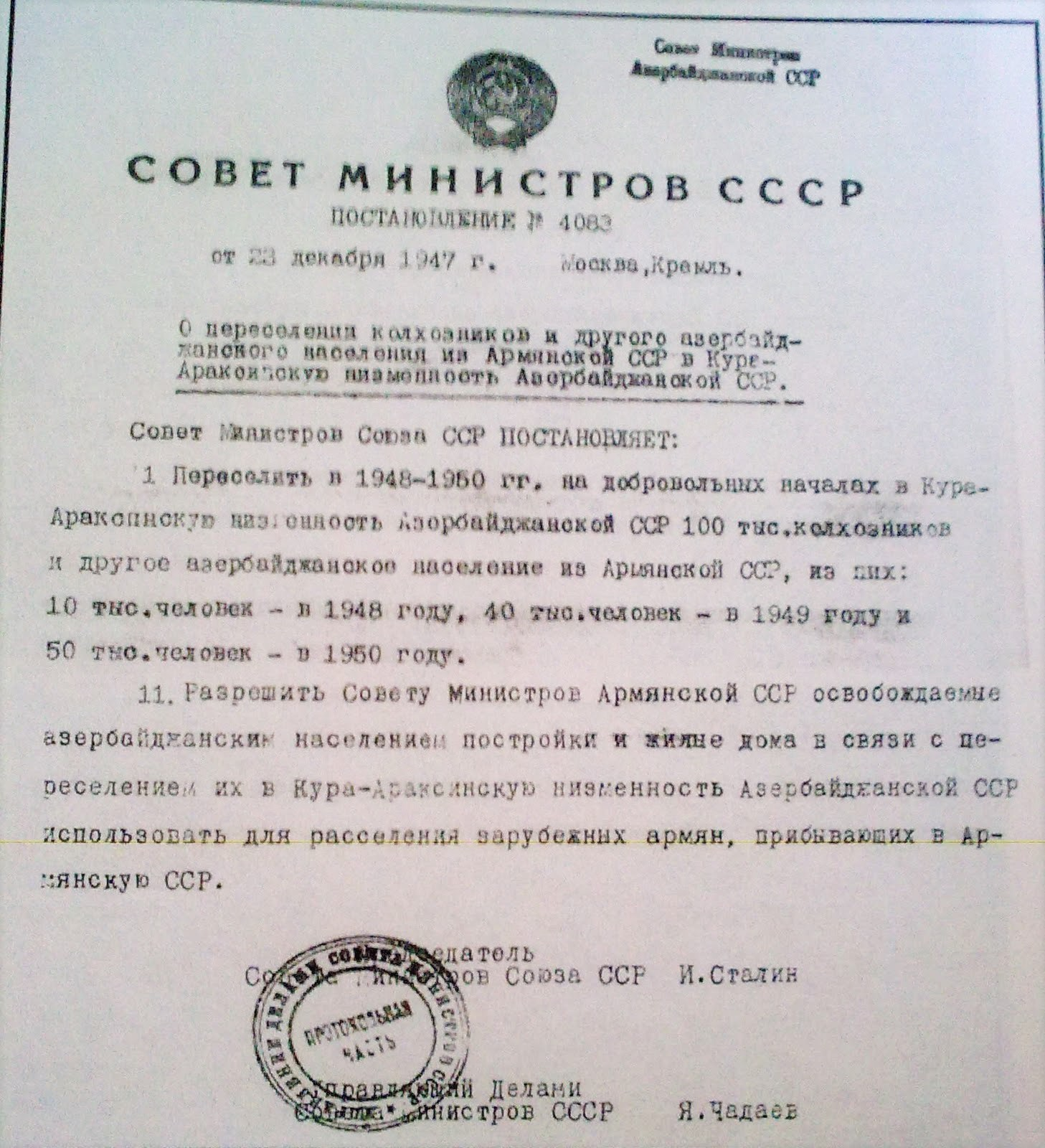
Dekret zur Umsiedlung von Aserbaidschanern aus der Armenischen SSR (Sjunik) und Ansiedlung von Armeniern aus der Diaspora (Syrien, Irak, Iran), 23. Dezember 1947

Die Umsiedlung von Aserbaidschanern aus Armenien nach Aserbaidschan war eine ethnische Säuberung in der Stalinzeit in den Jahren von 1947 bis 1953, bei der etwa 150.000 Menschen umgesiedelt wurden, um Zuwanderern aus der armenischen Diaspora Platz zu machen. Die Aserbaidschaner in Armenien blieben auch danach bis zum Bergkarabachkonflikt die dortige größte ethnische Minderheit.

## Vorgeschichte
Transkaukasien hatte vor der Oktoberrevolution eine stark gemischte Bevölkerung, in der stellenweise die Armenier, anderswo wiederum die bis 1917 als Tataren bezeichneten Aserbaidschaner die Mehrheit bildeten. Von 1918 bis 1921 führten die Demokratische Republik Armenien und die Demokratische Republik Aserbaidschan Krieg um Nachitschewan, Sjunik (Sangesur) und Bergkarabach.
Infolge des Völkermords an den Armeniern im Osmanischen Reich und des Vormarschs der türkischen Armee 1918 strömten zehntausende armenische Flüchtlinge in die junge Demokratische Republik Armenien. Armenier aus Aserbaidschan flohen vor den dortigen Pogromen, so 1918 in Baku und 1920 in Schuscha. Um Platz für die Flüchtlinge zu schaffen und sich der als potentiell feindlichen angesehenen ethnischen Aseris zu entledigen, begannen im Jahr 1918 armenische paramilitärische Kräfte unter Führung von General Andranik Toros Ozanian mit der Zerstörung aserbaidschanischer Siedlungen in Sangesur, begleitet von ethnischen Säuberungen.
Dennoch verblieben nach der Festlegung der Grenzen im Zuge der Sowjetisierung 1921 viele Armenier in Aserbaidschan und Aserbaidschaner in Armenien.

## Die Umsiedlung von Aserbaidschanern aus der Armenischen SSR
Nach dem Zweiten Weltkrieg bemühte sich die Führung der Armenischen SSR, Armenier aus der Diaspora nach Sowjetarmenien zu holen. 1947 gelang es Grigor Harutjunjan, dem Ersten Sekretär der KPdSU in der Armenischen SSR, den Ministerrat der UdSSR davon zu überzeugen, durch Umsiedlung von Aserbaidschanern aus Armenien nach Aserbaidschan Siedlungsraum für die Neuankömmlinge in Sowjetarmenien zu schaffen.
Am 23. Dezember 1947 beschloss der Ministerrat der UdSSR einen „Erlass über die Umsiedlung von Genossenschaftsbauern und anderer aserbaidschanischer Bevölkerung aus der Armenischen SSR in die Kura-Aras-Niederung der Aserbaidschanischen SSR“ (Указ о переселении колхозников и другого азербайджанского населения из Армянской ССР в Кура-Араксинскую низменность Азербайджанской ССР). Aufgrund des „Erlasses 4083“ wurden in den Jahren von 1948 bis 1953 etwa 150.000 Aserbaidschaner aus Armenien auf „freiwilliger Basis“ nach Zentral-Aserbaidschan umgesiedelt. 1948 waren es 10.000, 1949 40.000 und 1950 50.000 Aserbaidschaner. Etwa 90.000 Armenier aus Syrien (darunter auch die Familie des späteren Präsidenten Lewon Ter-Petrosjan), Irak und Iran wurden in der Folge in den Häusern der ausgesiedelten Aserbaidschanern untergebracht.
Heute wird die Umsiedlung von offiziellen aserbaidschanischen Stellen als zwangsweise „Deportation“ bezeichnet.

## Aserbaidschaner in Armenien nach 1951
Die Anzahl der Aseris in Sowjetarmenien betrug danach laut offiziellem Census von 1959 nur noch 107.748. In Jerewan machten die Aserbaidschaner 1959 nur noch 0,7 % der Bevölkerung aus. Dennoch bildeten die Aseris nach wie vor die größte ethnische Minderheit der Armenischen SSR. Laut Census von 1979 lebten wieder 160.841 Aseris, 5,3 % der Bevölkerung, in Sowjetarmenien.

## Bergkarabachkonflikt

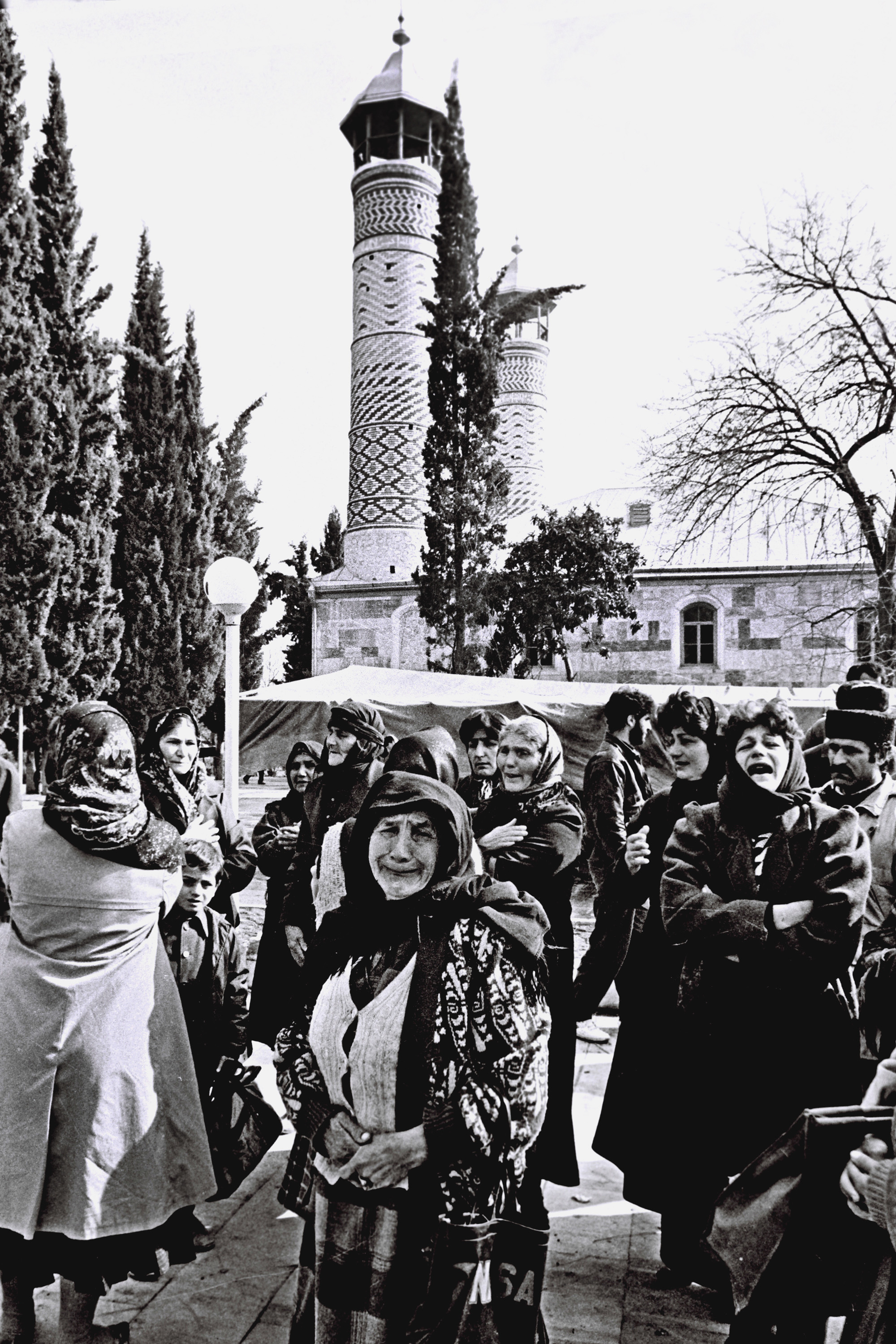
Aserbaidschanische Flüchtlinge aus Xocalı in Ağdam

Die Präsenz der Aserbaidschaner in Armenien endete erst mit den Vertreibungen im Zuge des Bergkarabachkonflikts von 1988 bis 1994, als sowohl sämtliche ethnischen Aserbaidschaner aus Armenien und Bergkarabach als auch alle Armenier aus den von der Republik Aserbaidschan kontrollierten Gebieten fliehen mussten. Es wurden ca. 40.897 Personen aus Bergkarabach von armenischen Separatisten vertrieben und 127 bis 216 Menschen getötet, u. a. beim Massaker von Chodschali. Insgesamt wurden 720.000 bis zu einer Million Aserbaidschaner aus Bergkarabach und den 7 von Armenien eroberten Gebieten um Bergkarabach herum vertrieben und 16.000 getötet. In Armenien selber wurden zum Beispiel beim Pogrom in Gugark laut offiziellen Quellen 21 Aserbaidschaner getötet, laut aserbaidschanischen Quellen über 100.